# Рулет (випічка)
Не слід плутати з м'ясним рулетом.
Кондитерський рулет (англ. jelly roll — «рулет з варенням», або англ. Swiss roll — «швейцарський рулет», фр. roulé — «рулет») — різновид бісквітного тістечка. У загальному випадку, тонкий бісквіт з яєць, борошна та цукру випікають, намазують кремом або джемом, згортають і подають на стіл цілим, або порційними скибочками.
Рулет, як вважається, походить з центральної Європи, ймовірно з Австрії (не з Швейцарії, як можна було б подумати). Назва «swiss roll» закріпилося в англійських кулінарних книгах у 1870-х роках, тоді ж страва остаточно увійшла в англійську кухню.
Рулети можуть бути покриті шоколадною глазур'ю або посипані цукровою пудрою. Різноманітність начинок, крім уже згаданих, містить шматочки свіжих фруктів та ягід, дульсе-де-лече, згущене молоко, збиті вершки, шоколад, варення тощо. Також рулет може бути декорований шматочками фруктів, ягід або кремом зверху.
У наш час кондитерський рулет є повсюдно поширеною стравою, різні види якого можна придбати в кафе і супермаркетах більшості країн.
Кулінарними суперниками рулету є слов'янський маківник (рулет з маком), німецький і австрійський штрудель, французьке різдвяне поліно.

## Галерея

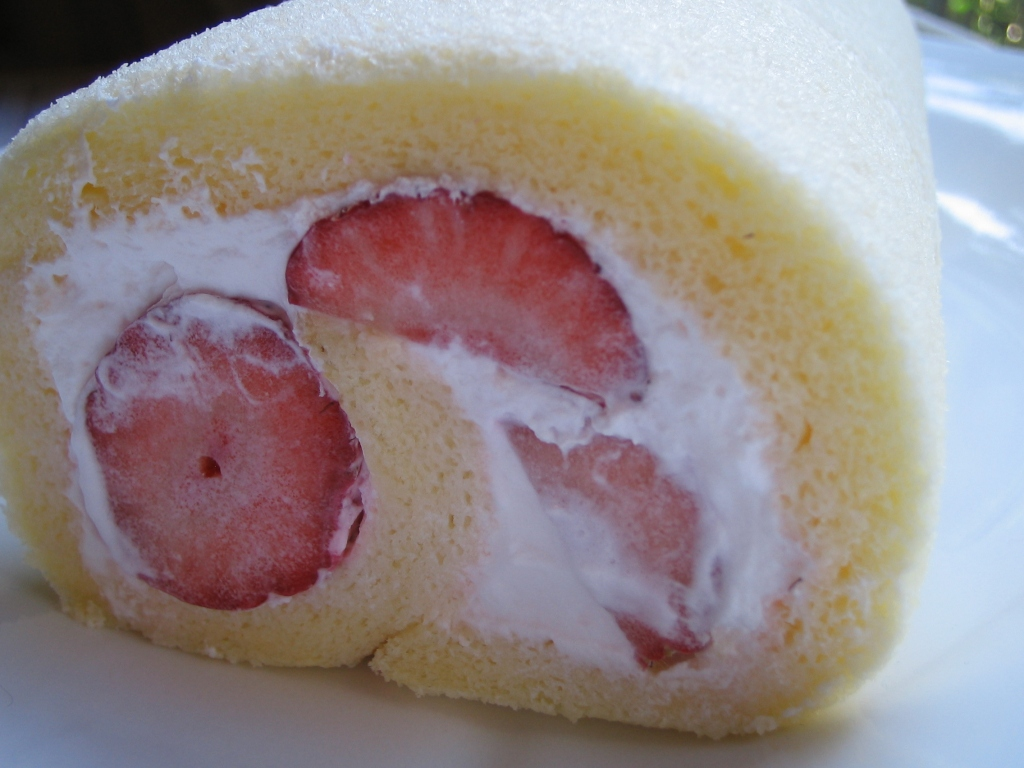
Японський рулет з начинкою зі свіжих ягід. Токіо.
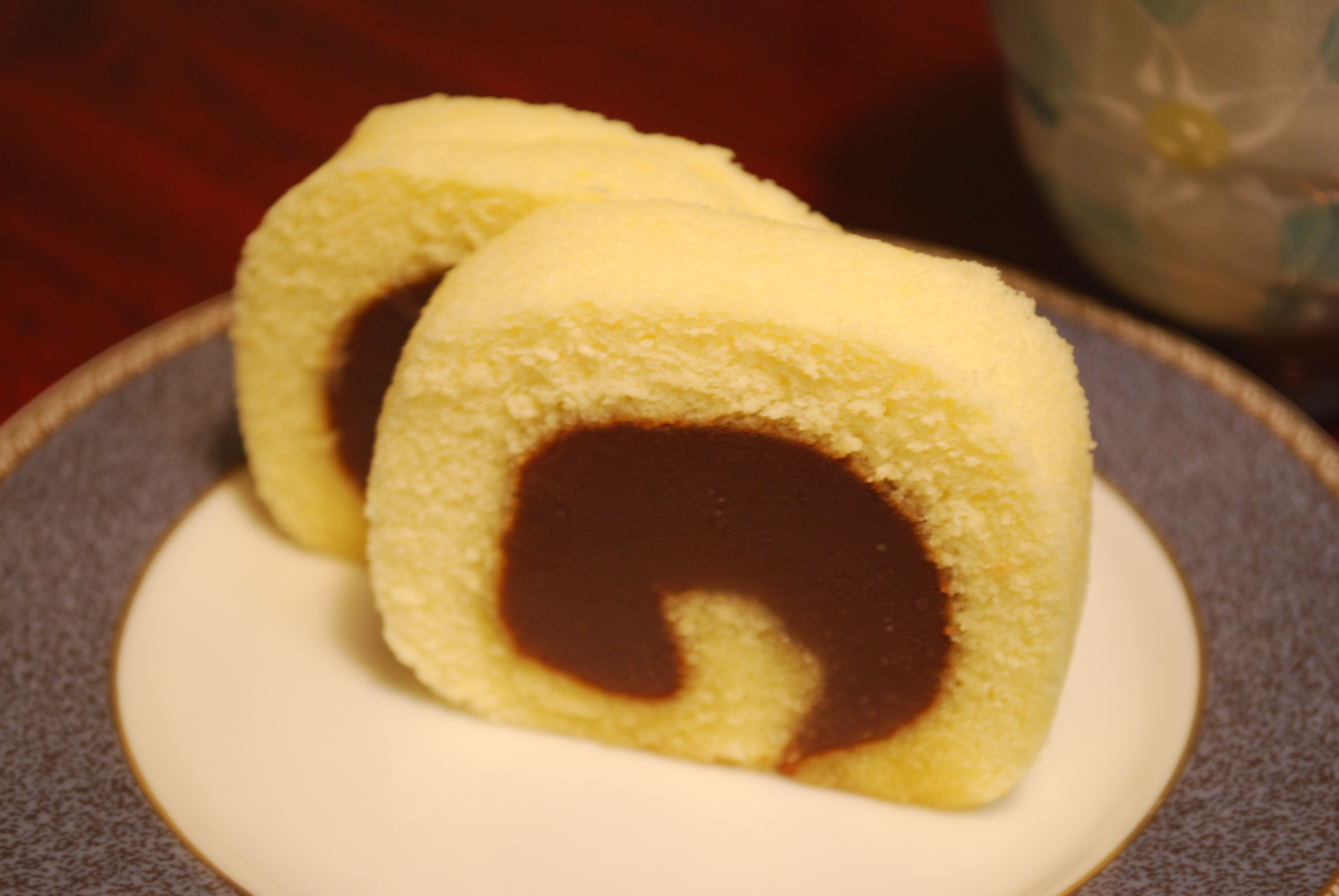
Японський рулет.
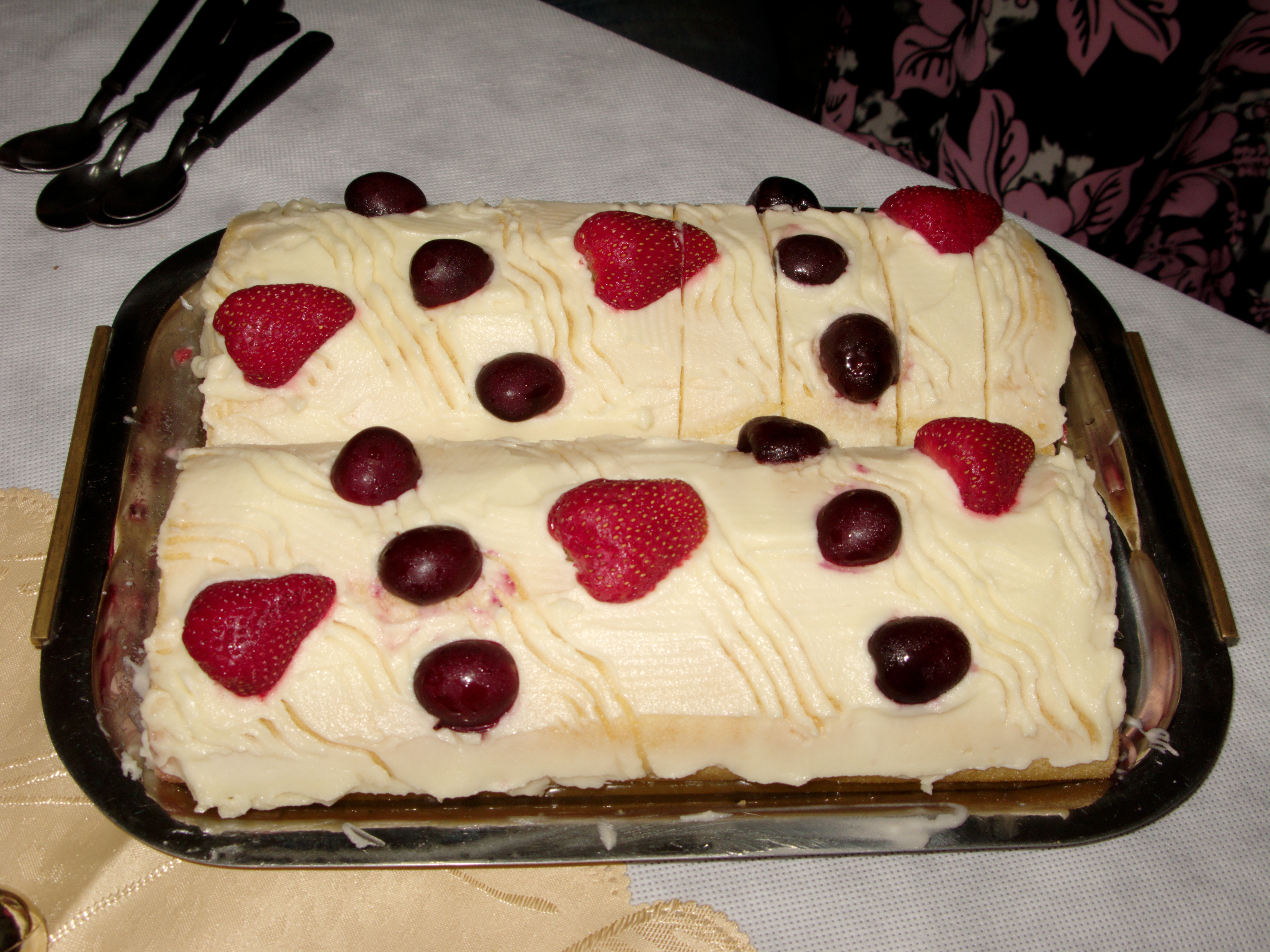
Рулети, прикрашені ягодами. Аргентина.
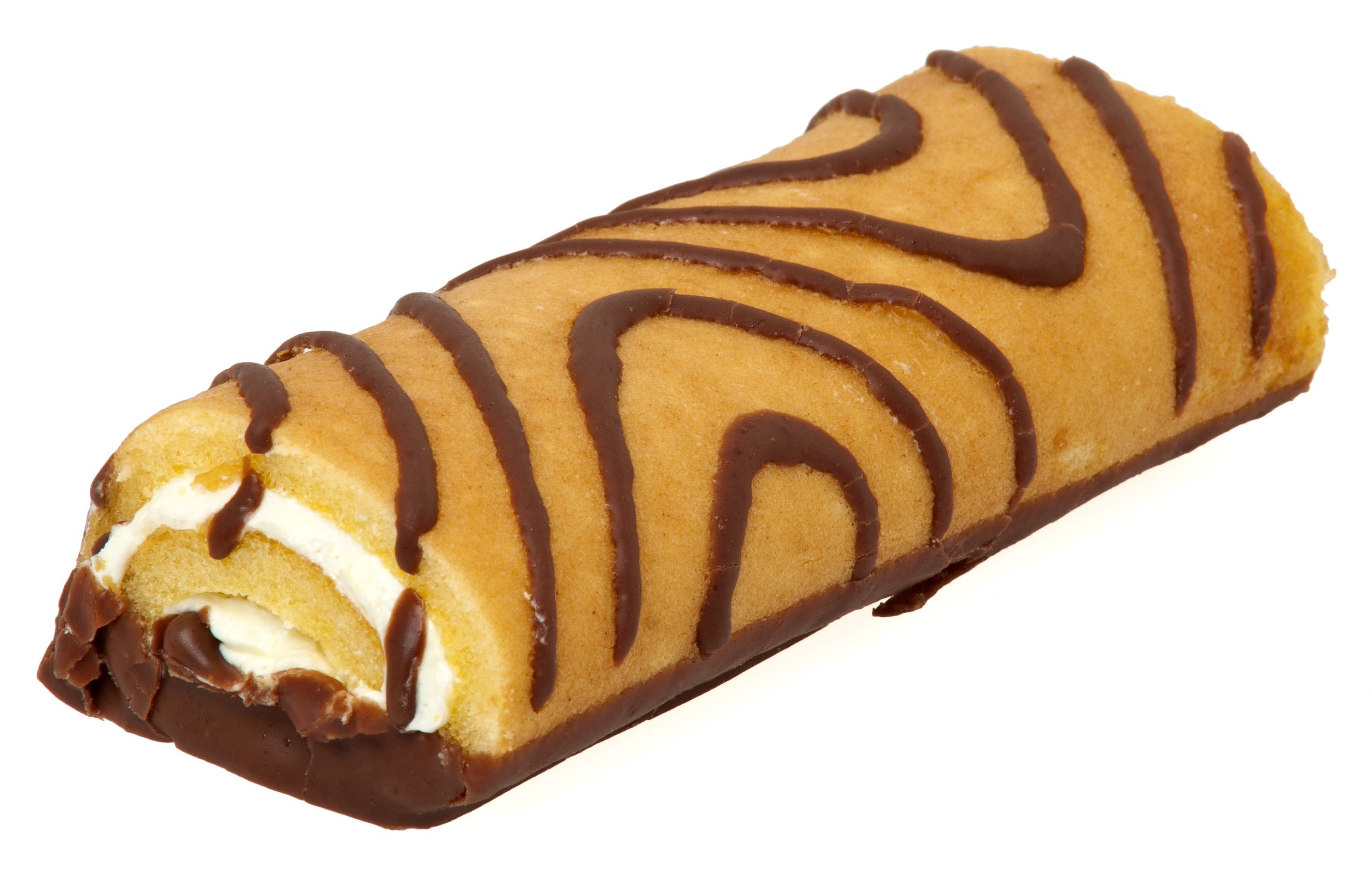
Рулет з кремом і візерунком із шоколадної глазурі. США.